# Alfred Van Landeghem
Alfred Van Landeghem va ser un remer belga que va competir cavall del segle xix i el segle xx.
El 1900 va prendre part en els Jocs Olímpics de París, on guanyà una medalla de plata en la prova de vuit amb timoner com a timoner de l'equip Royal Club Nautique de Gand. Vuit anys més tard, als Jocs Olímpics de Londres, repetí medalla en la mateixa prova.